# 1807 en mathématiques
| Années des mathématiques : 1804 - 1805 - 1806 - 1807 - 1808 - 1809 - 1810    |
| Décennies des mathématiques : 1770 - 1780 - 1790 - 1800 - 1810 - 1820 - 1830 |

Cet article présente les faits marquants de l'année 1807 en mathématiques.

## Évènements
- 21 décembre : le mathématicien français Joseph Fourier présente à l'Institut de France son Mémoire sur la propagation de la Chaleur dans les corps solides[1], publié au Nouveau Bulletin des sciences par la Société philomathique de Paris, développant les bases de l'analyse harmonique[2]. L'accueil est très mitigé.
- Le mathématicien William Wallace prouve que deux polygones d'une superficie égale sont géométriquement équidécomposables (théorème de Wallace-Bolyai-Gerwien)[3].

## Naissances
- 6 janvier : Joseph Petzval (mort en 1891), mathématicien, inventeur et physicien allemand hongrois.
- 29 juin : Moritz Stern (mort en 1894), mathématicien allemand.

## Décès
- 31 juillet : Jean Bernoulli III (né en 1744), mathématicien et physicien suisse.
- 9 septembre : Fujita Sadasuke (né en 1734), mathématicien japonais.
- 9 octobre : Gian Francesco Malfatti (né en 1731), mathématicien italien.